# Campionati mondiali di taekwondo 1997
I Campionati mondiali di taekwondo 1997 sono stati la 13ª edizione dei campionati mondiali di taekwondo, organizzati dalla World Taekwondo Federation, e si sono svolti a Hong Kong, in Cina, dal 19 al 23 novembre 1997.

## Medagliati

### Maschile
| Specialità | Oro                          | Argento                      | Bronzo                                                   |
| -50 kg     | Juan Antonio Ramos Spagna    | Roberto Cruz Filippine       | Lee Houkun Taiwan / Nazım Yılmaz Turchia                 |
| 54 kg      | Chin Seung-Tae Corea del Sud | Tsai Yiya Taiwan             | Geraldhy Altamirano Ecuador / Ludovic Vo Francia         |
| 58 kg      | Huang Chihhsiung Taiwan      | Mehdi Bibak Asl Iran         | Liu Chuang Cina / Óscar Salazar Messico                  |
| 64 kg      | Kim Dong-In Corea del Sud    | Ekrem Boyalı Turchia         | Hsu Chihung Taiwan / Rafael Zúñiga Messico               |
| 70 kg      | Tamer Abdel Monem Egitto     | Christophe Negrel Francia    | Ki Sun-Sim Corea del Sud / Zoran Krajčinović Jugoslavia  |
| 76 kg      | José Jesús Márquez Spagna    | Marco Scheiterbauer Germania | Madjid Aflaki Khamseh Iran / Kim Kyung-Hun Corea del Sud |
| 83 kg      | Lee Dong-Wan Corea del Sud   | Juan Alfredo Escobar Cuba    | Rubén Montesinos Spagna / Michalis Tolios Grecia         |
| +83 kg     | Kim Je-Kyoung Corea del Sud  | Hassan Aslani Iran           | Khalid al Dosari Arabia Saudita / Nelson Sáenz Cuba      |

### Femminile
| Specialità | Oro                            | Argento                     | Bronzo                                               |
| -43 kg     | Yang So-Hee Corea del Sud      | Li Huang Cina               | Kay Poe Stati Uniti / Thy Vy Sok Australia           |
| 47 kg      | Shu-Ju Chi Taiwan              | Song-Hee Yoon Corea del Sud | Mandy Meloon Stati Uniti / Kylie Treadwell Australia |
| 51 kg      | Hwang Eun-Suk Corea del Sud    | Roxanne Forget Canada       | Lauren Burns Australia / Elisabet Delgado Spagna     |
| 55 kg      | Jung Jae-Eun Corea del Sud     | Carine Zelmanovitch Francia | Lai Hsiuwen Taiwan / Raveevadee Pansombut Thailandia |
| 60 kg      | Kang Hae-Eun Corea del Sud     | Hung Chiachun Taiwan        | Luisa Arnanz Spagna / Miet Filipović Croazia         |
| 65 kg      | Cho Hyang-Mi Corea del Sud     | Morfou Drosidou Grecia      | Hsu Chihling Taiwan / Marlene Ramírez Messico        |
| 70 kg      | Woo Eun-Joung Corea del Sud    | Munia Burguigue Marocco     | Ireane Ruíz Spagna / Mónica del Real Jaime Messico   |
| +70 kg     | Jung Myoung-Sook Corea del Sud | Natalia Ivanova Russia      | Chiu Mengjen Taiwan / Nataša Vezmar Croazia          |

## Medagliere
| Posizione | Paese          | Oro | Argento | Bronzo | Totale |
| --------- | -------------- | --- | ------- | ------ | ------ |
| 1         | Corea del Sud  | 11  | 0       | 2      | 13     |
| 2         | Spagna         | 2   | 0       | 4      | 6      |
| 3         | Taiwan         | 1   | 2       | 6      | 9      |
| 4         | Cina           | 1   | 1       | 1      | 3      |
| 5         | Egitto         | 1   | 0       | 0      | 1      |
| 6         | Francia        | 0   | 2       | 1      | 3      |
| 6         | Iran           | 0   | 2       | 1      | 3      |
| 8         | Cuba           | 0   | 1       | 1      | 2      |
| 8         | Grecia         | 0   | 1       | 1      | 2      |
| 8         | Thailandia     | 0   | 1       | 1      | 2      |
| 8         | Turchia        | 0   | 1       | 1      | 2      |
| 12        | Germania       | 0   | 1       | 0      | 1      |
| 12        | Canada         | 0   | 1       | 0      | 1      |
| 12        | Filippine      | 0   | 1       | 0      | 1      |
| 12        | Marocco        | 0   | 1       | 0      | 1      |
| 12        | Russia         | 0   | 1       | 0      | 1      |
| 17        | Messico        | 0   | 0       | 4      | 4      |
| 18        | Australia      | 0   | 0       | 2      | 2      |
| 18        | Croazia        | 0   | 0       | 2      | 2      |
| 18        | Stati Uniti    | 0   | 0       | 2      | 2      |
| 21        | Arabia Saudita | 0   | 0       | 1      | 1      |
| 21        | Ecuador        | 0   | 0       | 1      | 1      |
| 21        | Jugoslavia     | 0   | 0       | 1      | 1      |
|           | TOTALE         | 16  | 16      | 32     | 64     |